# Luis Mario Martínez de Lejarza Valle
Luis Mario Martínez de Lejarza Valle SJ (* 16. Dezember 1922 in Bilbao; † 8. April 1980) war ein spanischer römisch-katholischer Ordensgeistlicher und Weihbischof in Guatemala.

## Leben
Luis Mario Martínez de Lejarza Valle trat der Ordensgemeinschaft der Jesuiten bei und empfing am 30. Juli 1955 das Sakrament der Priesterweihe.
Am 8. Januar 1968 ernannte ihn Papst Paul VI. zum Titularbischof von Tubunae in Mauretania und bestellte ihn zum Weihbischof in Guatemala. Der Apostolische Nuntius in Guatemala, Erzbischof Bruno Torpigliani, spendete ihm am 25. März desselben Jahres die Bischofsweihe; Mitkonsekratoren waren der Erzbischof von San Salvador, Luis Chávez y González, und der Erzbischof von Guatemala, Mario Casariego y Acevedo CRS.